# Refletor de neutrões
Um reflector de neutrões é qualquer material que reflicta neutrões por difusão elástica, distinta da mais comum reflexão especular. O material pode ser grafite, berílio, chumbo, aço, carbeto de tungsténio, ou outros materiais. Um reflector de neutrões pode tornar crítica uma massa de material físsil que, doutra forma, seria subcrítica; reciprocamente, aumentará a extensão de fissão nuclear que uma massa crítica ou supercrítica sofrerá.

## Reactores nucleares
Numa pilha de reacção em cadeia de urânio e grafite, a massa crítica pode ser consideravelmente reduzida envolvendo-se a pilha numa camada de grafite, já que tal invólucro reflectirá um considerável número de neutrões de volta à referida pilha. Para obter um tempo de vida de cerca de 30 anos, o esquema SSTAR propõe um reflector de neutrões móvel colocado sobre a coluna de combustível. O lento deslocamento vertical do reflector desde o topo até ao fundo da coluna causará um consumo gradual do combustível.
Um reflector feito a partir de um material leve como a grafite ou o berílio servirá também como moderador nuclear, reduzindo a energia cinética dos neutrões, enquanto um material pesado como o chumbo ou chumbo-bismuto eutético terão menor efeito nas velocidades neutrónicas.

## Armas nucleares
Um invólucro similar pode ser usado para reduzir o tamanho crítico de uma arma nuclear, embora, neste caso, devido à sua inércia, o envoltório tenha o papel adicional de retardar a expansão do material nuclear, recebendo o nome de concha. A arma tende a fragmentar-se à medida que a reacção se desenrola, o que, por sua vez, implica um abrandamento da própria reacção, pelo que a utilização do referido esquema em concha potenciará uma explosão mais duradoura, energética e eficiente. A concha mais eficiente é aquela cujo material possui maior densidade; uma resistência tênsil elevada torna-se irrelevante devido ao facto de nenhum material poder resistir às pressões extremas causadas por uma arma nuclear. Coincidentemente, materiais de elevada densidade constituem excelentes reflectores neutrónicos, facto que os tornam duplamente indicados para a sua integração em armas nucleares. As primeiras armas nucleares empregaram conchas reflectoras de 238U (bomba Fat Man) e carbeto de tungsténio (bomba Little Boy).
Por outro lado, um sistema reflector de concha pesado necessita, por sua vez, de um sistema de implosão maior e mais poderoso. A primeira fase de uma arma nuclear moderna poderá utilizar um reflector leve de berílio, transparente a raios X quando ionizado, permitindo que a energia primariamente emitida tenha efeito compressor na segunda fase.
Embora o efeito da concha reflectora seja de aumentar a eficiência, tanto por reflexão de neutrões como por introdução de atraso na expansão da bomba, o efeito na massa crítica não é tão extenso. A razão para tal reside no facto de o processo de reflexão consumir um período significativo de tempo.